# August Geßner

August Geßner

August Geßner (* 17. Januar 1880 in Smíchov, Österreich-Ungarn; † 2. November 1944 in Konstantinsbad) war ein sudetendeutscher Hochschullehrer. Er war Professor für Werk- und Baustofflehre sowie Rektor der Deutschen Technischen Hochschule in Prag.

## Leben
Geßner besuchte in Prag die Realschule und die Fachabteilung für Maschinenbau der Deutschen Technischen Hochschule. Von 1903 bis 1907 war er zunächst Assistent, dann Konstrukteur am mechanisch-technischen Laboratorium der Technischen Hochschule Wien. Während seiner Studienzeit trat er 1898 der Prager Burschenschaft Teutonia bei. 1906 wurde er zum Dr. techn. promoviert.  Von 1906 bis 1908 arbeitete er in der Abteilung für Oberbau und Brückenbaustoffe bei der Kaiser-Ferdinands-Nordbahn in Wien. 1909 wechselte er den Arbeitgeber und übernahm die Leitung der Versuchsanstalt der Škoda-Werke in Pilsen.
1912 wurde er von der technischen Hochschule in Prag zum Professor ernannt und hatte den Lehrstuhl für Bau- und Festigkeitslehre, Baustofflehre und Werkstoffkunde inne. Später wurde er auch zum Prorektor und Rektor der Deutschen Technischen Hochschule Prag gewählt.
Geßner veröffentlichte Abhandlungen über Festigkeitsproben, Knickfestigkeit von Mannesmannstahlrohrsäulen, hochwertigen Beton, Betonstraßen. Er schrieb Aufsätze für die Fachzeitungen Stahl und Eisen, Zement und Zement und Beton sowie in der österreichischen Bauzeitung und in der Melan-Festschrift.
In der Tschechoslowakei (seit 1935) und dann auch im Reichsprotektorat Böhmen und Mähren war Geßner Vorsitzender des Deutschen Kulturverbandes.
Nach Angabe der tschechischen Historikerin Milena Josefovičová war Geßner auch Mitglied folgender Parteien und Organisationen: Tschechoslowakische Nationaldemokratische Partei (NDP), Sudetendeutsche Partei (SdP) und Deutscher Alpenverein. Am 22. April 1939 beantragte er die Aufnahme in die NSDAP und wurde rückwirkend zum 1. April desselben Jahres aufgenommen (Mitgliedsnummer 7.098.782).

## Schriften
- Mehrfach gelagerte, abgesetzte und gekröpfte Kurbelwellen, Springer 1926